# Вальтер Пецель
Вальтер Гуго Пецель (нім. Walter Hugo Petzel; 28 грудня 1883, Провінція Позен — 1 жовтня 1965, Гамельн) — німецький офіцер, генерал артилерії вермахту. Кавалер Німецького хреста в сріблі.

## Біографія
Син власника лицарської мизи Гуго Пецеля і його дружини Маргарити, уродженої Пецель. 10 березня 1902 року вступив в армію. Учасник Першої світової війни. Після демобілізації армії залишений в рейхсвері. З 1 березня 1936 року — командир 3-ї піхотної дивізії. З 11 жовтня 1938 року — інспектор артилерії. З 26 серпня 1939 року — командир 1-го армійського корпусу. Учасник Польської кампанії. Виступив проти репресій, які здійснювали підрозділи СС проти поляків. З 25 жовтня 1939 року — командувач 21-м військовим округом і заступник командира 21-го армійського корпусу. На початку 1945 року виступив за евакуацію німців з Вартерланду. В січні 1945 року одночасно був комендантом фортеці Позен. 1 лютого 1945 року відправлений в резерв фюрера. В кінці війни взятий в полон союзниками. В 1947 році звільнений.

## Сім'я
28 серпня 1911 року одружився з Маргаритою Гауффе. В пари народились дочка (1913) і син (1915).

## Звання
- Фанен-юнкер (10 березня 1902)
- Лейтенант (18 серпня 1903; патент від 19 серпня 1902)
- Оберлейтенант (18 серпня 1911)
- Гауптман (8 листопада 1914)
- Майор (1 червня 1925)
- Оберстлейтенант (1 лютого 1930)
- Оберст (1 лютого 1933)
- Генерал-майор (1 листопада 1935)
- Генерал-лейтенант (1 січня 1938)
- Генерал артилерії (1 жовтня 1939)

## Нагороди
- Залізний хрест 2-го і 1-го класу
- Королівський орден дому Гогенцоллернів, лицарський хрест з мечами
- Нагрудний знак «За поранення» в чорному
- Почесний хрест ветерана війни з мечами
- Медаль «За вислугу років у Вермахті» 4-го, 3-го, 2-го і 1-го класу (25 років)
- Застібка до Залізного хреста
  - 2-го класу (19 вересня 1939)
  - 1-го класу (2 жовтня 1939)
- Хрест Воєнних заслуг 2-го і 1-го класу з мечами
  - 2-го класу (20 квітня 1943)
- Німецький хрест в сріблі (1 жовтня 1943)